# 1360年沒收法令
《1360年沒收法令》（英語：Forfeitures Act 1360；34 Ed.3 c.12）是英格蘭國會的一項法令，旨在禁止僅因叛逆而作出沒收。